# Wil Jones
Wilbert „Wil” Jones (ur. 27 lutego 1947 w McGehee) – amerykański koszykarz, występujący na pozycji silnego skrzydłowego.
W NBA występowali również jego trzej bracia – Charles, Major oraz Caldwell. Z tym ostatnim reprezentował w 1975 roku barwy Kentucky Colonels w ABA. 

## Osiągnięcia
Na podstawie, o ile nie zaznaczono inaczej.
College
- Lider NAIA w zbiórkach (1969 – 23,9)

ABA
- Mistrz ABA (1975)[5]
- Uczestnik meczu gwiazd ABA (1972)[6]
- Zaliczony do I składu defensywnego ABA (1975)[7]
- Lider play-off w skuteczności rzutów wolnych (1976)[8]